# Friedrich Teutsch
Friedrich Teutsch (n. 16 septembrie 1852, Sighișoara, Imperiul Austriac – d. 11 februarie 1933, Sibiu, România) a fost un episcop și istoric sas din România, membru de onoare (1919) al Academiei Române.

## Biografie
Friedrich Teutsch s-a născut în 1852, ca fiu al lui Georg Daniel Teutsch. Studiile primare și secundare le-a efectuat mai întâi la Sighișoara și Sibiu, iar mai apoi - studiile universitare - la Heidelberg, Leipzig și Berlin. Specializat în istorie și teologie, își dă doctoratul la Heidelberg.
În urma finalizării studiilor, a fost profesor în cadrul Colegiului Brukenthal. Din 1896 a fost preot în Șura Mare, iar în 1899 a revenit la Sibiu, unde a fost numit vicar episcopal.
Tatăl său, Georg Daniel fusese episcop al biserici luterane din Transilvania între 1867 și 1893. Friedrich, la rândul său, a fost din 1906 până în 1932 episcop al bisericii luterane transilvănene, Biserica Evanghelică de Confesiune Augustană din România.

## Lucrări
- Die «Unionen» der ständischen «Nationen» in Siebenbürgen his 1542. Inauguraldissertation zur Erlangung der philos. Doctorwürde an der Univarsität Heidelberg, Hermannstadt, 1874.
- Die Art der Ansiedelung der Siebenbürger Sachsen, Stuttgart, 1895. (Forschungen zur deutschen Landes- und Volkskunde IX. Bd.).
- Die siebenbürgisch-sächsischen Schulordnungen 1543–1883. Mit Einleitung, Anmerkungen und Register, Berlin, 1888., 1892. (Monumenta Germaniae Paedagogica VI., XIII.)
- Bilder aus der vaterländischen Geschichte, Herausgegeben. Hermannstadt, 1895., 1899.
- Kurze Mitteilungen über die Volksschule der Siebenb. Sachsen, 1896.
- Kalender des Siebenb. Voksfreundes. N. F. Jahrgänge 1896. (A Schullerus).
- Stille Jahre 1805–1830; Die Sachsen im J. 1848–49V Um und Vorschau. Drei Voträge., 1896.
- Rede zur Eröffnung der 50. Generalversammlung des Vereins för siebenbürgische Landeskunde. U., 1898.
- Denkrede auf Albert Arz von Straussenburg, gehalten zur Eröffnung der 52. General-Versammlung d. Ver. f. sieb. Landeskunde am 26. Aug. 1901. Hermannstadt. U., 1901.
- Von dem Arbeitsfeld der evangelischen Kirche A. B. in Siebenbürgen. Vortrag gehalten bei der 55. hauptversammlung des evang. Vereins der Gustav Adolf-Stiftung in Cassel. U., 1902.
- Samuel von Brukenthal. Rede bei der erinnerungsfeier in der Evang. Pfarrkirche A. B. in hermannstadt am 9. Apr. 1903. U.
- Vorstellung des Landeskonsistoriums betr. den Volksschul-Gesetzentwurf. U, 1907.
- Georg Daniel Teutsch. Geschichte seines Lebens. Sibiu, 1894, 1909